# Gene Amondson
Gene C. Amondson (Morton,Washington, 15 de octubre de 1943- Seattle, 20 de julio de 2009) fue un pintor, carpintero, ministro cristiano y activista, además de  candidato presidencial para una facción del Partido de Prohibición en 2004 y candidato del partido unificado en 2008.
Hijo de un leñador, Amondson nació en una comunidad de leñadores del Pacífico Noroeste cargada de una cultura de alcoholismo. Se interesó en el movimiento de templanza mientras asistía a la Escuela de Divinidad. Después de establecerse como predicador y artista en la comunidad de Vashon Island, Washington, Amondson comenzó a recorrer la nación recreando los sermones de Billy Sunday y asistiendo a eventos vestido como la muerte para protestar contra las corporaciones de alcohol. 
El activismo de Amondson atrajo la atención del Partido de la Prohibición, que había sido dividido en dos facciones en 2003. En 2004, Amondson recibió la nominación presidencial de la facción más grande. El día de las elecciones, obtuvo más de mil votos y terminó en tercer lugar en varias parroquias de Luisiana. Con la muerte del otro líder de la facción en 2007, el partido se reunificó. En 2008, Amondson recibió nuevamente la nominación presidencial del partido, pero no alcanzó el total de votos que obtuvo en 2004. Murió en 2009 después de sufrir un derrame cerebral.

## Primeros años
Sus padres fueron Owen y Ruby Amondson. Nació en Morton, Washington cerca de la ciudad de Centralia. Su madre era ama de casa germano-estadounidense, originaria de Nebraska, y su padre, apodado "Red", era un leñador noruego-estadounidense, de una industria entonces endémica de alcoholismo. Cuando era niño, ninguno de los padres de Gene bebía, pero él vio peleas de leñadores ebrios y asistió a la escuela con niños abandonados por padres alcohólicos. Además, recordó haber sido testigo de cómo un leñador borracho abusaba de un niño de cinco años.
Gene también estuvo expuesto a la política. Su tío, Orville "Porky" Amondson fue elegido y sirvió como sheriff en el condado de Lewis, y su hermano Neil sirvió en el Senado del Estado de Washington como republicano.
Amondson asistió al Warner Pacific College en Portland, Oregón, y se graduó con una licenciatura en zoología. En la universidad, ocasionalmente bebía vino. Sus puntos de vista contra el alcohol no se arraigaron hasta que asistió al Seminario Teológico de Asbury en Kentucky en 1966, y aprendió sobre el líder de la templanza y predicador Billy Sunday. Amondson estimó que después de la Escuela de Divinidad, él bebía cerveza cerca de dos veces al año. En la década de 1970, se trasladó a la comunidad liberal de Vashon Island, Washington, donde comenzó a predicar en la iglesia Cove Road.

## Activismo
Después de mudarse a Vashon Island, Amondson se acercó más al movimiento de templanza. Empezó a recorrer la nación recreando los sermones de Billy Sunday, "Súbete al vagón de agua, bebida alcohólica" y el "Sermón contra el alcohol". Visitó iglesias, prisiones, escuelas y reuniones de Alcohólicos Anónimos para difundir el mensaje de la templanza. Además, viajó a Nueva Zelanda en un viaje financiado por la Unión de Mujeres para la Templanza Cristiana y realizó una gira por África.

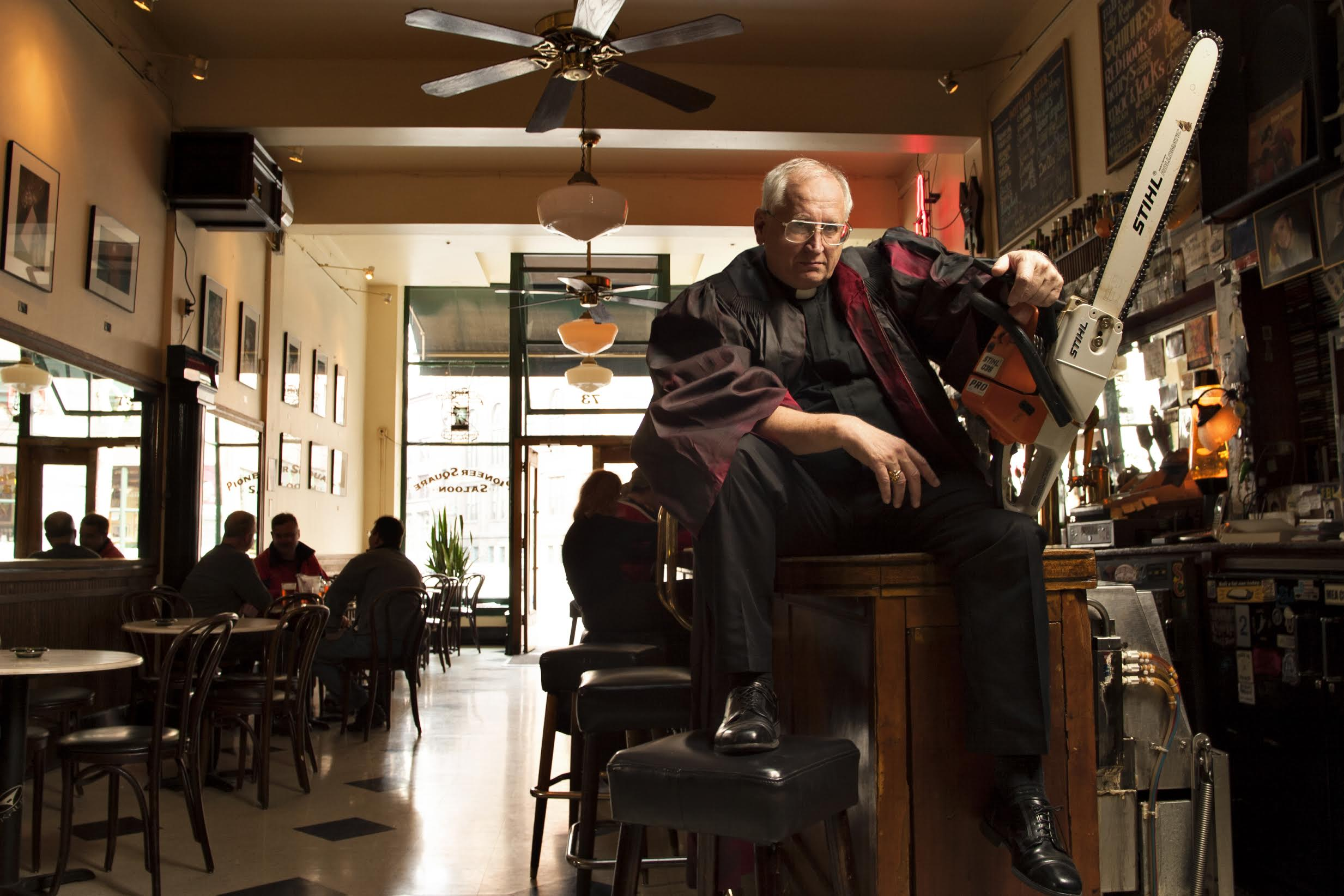
Amondson empuña una motosierra en alusión al hacha de Carrie Nation.

En protesta por el alcohol, Amondson a menudo se paraba afuera de los establecimientos de bebidas alcohólicas vestido como la muerte.Una vez se paró fuera de un tribunal como la figura después de que una pareja demandó a Jim Beam alegando que su producto causó que su hijo naciera con retraso mental. Durante una entrevista en 1989, Amondson explicó que no protestaba contra los individuos que bebían, sino contra las grandes corporaciones que distribuían licor. En 2005, lideró un movimiento para impedir que la legislatura de Washington permitiera que el alcohol se vendiera los domingos, pero no tuvo éxito. Debido al pasaje, Amondson predijo que "se venderá mucho más alcohol,[y] algunos niños más sufrirán". 
En Vashon Island, Amondson proporcionó viviendas de bajo alquiler para personas con bajos ingresos. Compareció ante los tribunales en varias ocasiones por dificultades de zonificación en relación con los complejos de viviendas, pero recibió asistencia letrada del Consejo Interconfesional para las Personas sin Hogar (Interfaith Council on Homelessness). Amondson era conocido por conducir alrededor de Vashon Island con un Honda Civic que tenía una cabeza de alce falsa en el frente y una placa que decía "Vote Dry". El auto también estaba decorado con calcomanías caseras que decían "Los tontos beben" y "Tus hijos te necesitan sobrio". Mientras pasaba por las tabernas, tocaba el claxon dos veces para protestar. En 2008, el coche se instaló con un kit de conversión de hidrógeno que le permitió ser alimentado con gasolina y agua mediante electrólisis, mejorando significativamente el kilometraje de gas. El auto de Amondson fue uno de los primeros en la nación en ser equipado con tal equipo.

## Campañas presidenciales

### 2004

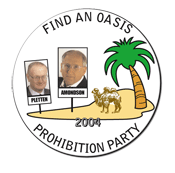
Botón de campaña.

En 2003, Amondson fue contactado por James Hedges, asesor fiscal de Thompson Township, Pensilvania; el único funcionario electo del Partido de la Prohibición. Convenció a Amondson de que buscara la nominación de su facción del Partido de la Prohibición, que se dividió en torno a la dirección del partido del perenne candidato presidencial Earl Dodge. La facción de Hedges sintió que Dodge estaba más preocupado con su negocio de botones de campaña que con el avance de las metas del partido. Dodge se había postulado como candidato del partido en todas las elecciones desde 1984, pero solo recibió 208 votos en las elecciones de 2000, aproximadamente 1.000 menos que en las de 1996. Amondson comenzó su primera campaña presidencial con la nominación de la facción de Hedges. Dodge recibió la nominación de la otra facción. Según Dodge, Amondson ya se había puesto en contacto con él en relación con la candidatura a la vicepresidencia, pero ya estaba llena. Dodge razonó que Amondson era "probablemente un hombre muy agradable...[pero] puede que no supiera exactamente en lo que se estaba metiendo". Por el contrario, Amondson se refirió a Dodge como un "buen hombre" con quien compartió el mismo mensaje, pero argumentó: "Dodge no está haciendo el trabajo. Es demasiado viejo. Necesitamos enviársela a una generación anterior."
Mientras hablaba con los medios de comunicación durante su campaña, Amondson expresó su mensaje contra el alcohol e intentó abordar las preocupaciones de que la prohibición aumenta el crimen. En una entrevista con AP, explicó que durante la Prohibición, "el presupuesto estaba equilibrado, las cárceles vaciadas, las instituciones mentales vaciadas y la cirrosis hepática declinada". Y concluyó: "Prefiero tener 100 Al Capones en cada ciudad que alcohol en cada tienda". Amondson apareció en el Daily Show con el comediante Jon Stewart. Habló con el corresponsal Ed Helms quien bromeó con el candidato. Durante el segmento, Amondson comentó, "el alcohol corta el suministro de oxígeno al cerebro y te pone en una especie de estado retardado." Le siguió un corto clip que mostraba a Amondson con su atuendo de la muerte. Earl Dodge también apareció en el programa en una entrevista separada con Helms.
La carrera entre Amondson y Dodge fue vista como una manera de determinar qué facción dirigiría el partido en el futuro. Amondson logró el acceso a las urnas en Luisiana como nominado del Partido de la Prohibición y en Colorado como nominado del Partido de las Preocupaciones del Pueblo. Dodge logró el acceso a las urnas sólo en Colorado, donde fue incluido como nominado del Partido de la Prohibición. En total, Amondson ganó el concurso, recogiendo 1.896 (1.512 de esos fueron de Luisiana) votos en comparación con los 140 de Dodge. Como era de esperar, Amondson se ubicó muy por detrás de los dos candidatos principales (George W. Bush recibió 1.1 millones de votos y John Kerry recibió más de 1 millón de votos). Ocupó el octavo lugar en una lista de 12 candidatos en la boleta de Colorado (Dodge ocupó el último lugar, a pesar de que era su estado de residencia). El tercer lugar de Amondson en cuatro parroquias de Luisiana fue la primera vez desde 1960 que el nominado por el Partido de la Prohibición a la presidencia fue superado por todos los demás candidatos de terceros partidos a la presidencia en cualquier condado.

### 2008

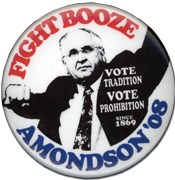
Botón de campaña.

Amondson fue nominado para Presidente en la Convención Nacional del Partido de la Prohibición de 2008 en Indianápolis. Al evento asistieron entre 10 y 15 personas. Earl Dodge murió a finales de 2007, lo que reunificó al partido dividido. Al igual que en 2004, Amondson basó su campaña en entrevistas con los medios de comunicación. Habló con Wikinews en junio de 2008, admitiendo que candidatos de terceros partidos como él no tienen ninguna posibilidad de ganar las elecciones. En cambio, comentó, "dicen cosas sabias". Cuando se le dio la opción, Amondson favoreció la elección de un republicano en lugar de un demócrata debido a las políticas sobre Israel y la diferencia ideológica en los jueces nominados para la Corte Suprema. Amondson quería al expresidente de la Cámara de Representantes Newt Gingrich como compañero de fórmula, pero la designación fue para el activista Leroy Pletten.
Durante el verano, Amondson hizo campaña en Luisiana y caminó por Bourbon Street vestido como la muerte en protesta por el alcohol. Mientras estaba en Nueva Orleans, filmó un documental con sus tres hijos. En las entrevistas, Amondson se pronunció sobre otros temas además del alcohol. Declaró su apoyo a la guerra en Irak y a leyes de inmigración más duras, y abogó por límites al divorcio, un mayor papel de la religión en las escuelas y una disminución en los programas de bienestar social del gobierno. En una entrevista con Weekend America en agosto, explicó su plataforma: "Queremos tener fronteras protegidas y mantener nuestros derechos de armas y muchas cosas conservadoras, pero lo principal es ayudar a Estados Unidos a darse cuenta de que el 95% de los delitos violentos están relacionados con el alcohol".
Después de que John McCain seleccionara a la gobernadora de Alaska, Sarah Palin, como su compañera de fórmula, Amondson felicitó al republicano por elegir a una "mujer hermosa". A pesar de su propia campaña, Amondson apoyó efectivamente a McCain, revelando que probablemente votaría por McCain. Amondson obtuvo acceso a la boleta electoral en Colorado, Luisiana y Florida el día de las elecciones, y recibió un total de 653 votos en total.

## Vida personal
Amondson se describió a sí mismo como un "predicador de cuello rojo y dominador de la Biblia". Estuvo casado durante 23 años y tuvo cuatro hijos y una hija, antes de divorciarse. Uno de sus hijos murió en la infancia, y sus cuatro hijos restantes se involucraron en la industria cinematográfica en la edad adulta.
Amondson apareció como invitado en The Oprah Winfrey Show en 1993 después de escribir una carta al programa expresando su interés en las 40.000 mujeres solteras que entraron en un concurso con la esperanza de ganar una cita con cinco viudos de Seattle. En la carta, que dejó a los empleados de Oprah "bastante interesados" y "sorprendidos", Amondson explicó que estaba solo y que quería a alguien "dispuesto a trabajar para ayudar a pagar los impuestos... y la manutención de mis hijos". En la exposición, habló de su obra de arte, y más tarde fue invitado para una segunda aparición. Según Amondson, después de la aparición, recibió cientos de cartas.
En sus últimos años, Amondson dividió su tiempo entre la Vashon Island y Alaska, donde cazó y encontró paisajes para pintar. Cita a los pintores John Singer Sargent y Joaquín Sorolla como sus influencias artísticas. Además, Amondson se interesó por la carpintería. Sus obras a tamaño natural se pueden encontrar en Vashon Island. Junto con la pintura y la talla en madera, Amondson era un ávido pastelero y publicó un libro que recopilaba las recetas de pasteles de su madre.

## Muerte
El 18 de julio de 2009, Amondson, a quien se le había diagnosticado hipertensión, sufrió un aneurisma cerebral que lo llevó a caer en coma. Murió el 20 de julio de 2009 en el Centro Médico Harborview. Su muerte se produjo dos días después de casar a una pareja y asistir a un festival local de fresas. Le sobrevivieron su madre, sus dos hermanos, su hermana y sus cuatro hijos. Su funeral tuvo lugar el 25 de julio en la Iglesia Evangélica Libre, Bethel, en Vashon Island.